# George Lillo
George Lillo (* 3. Februar 1691 in London; † 4. September 1739 in Rotherhithe (London)) war ein englischer Dramatiker.

## Leben
George Lillo wurde in Moorfields oder Moorgate in der City von London geboren. Zunächst wurde er Partner im Goldschmied- und Schmuckgeschäft seines Vaters. Seine schriftstellerische Tätigkeit begann er erst im Jahre 1730. Zwischen 1730 und seinem Tod 1739 verfasste er (mindestens) acht Stücke. Sein erstes Theaterstück war die Balladenoper Silvia oder The Country Burial. Er schrieb es, um an den Erfolg von John Gays The Beggar’s Opera anzuknüpfen. Das Stück wurde nur verhalten aufgenommen und nur an drei Abenden in Lincoln’s Inn Fields und einem Abend in Covent Garden im März 1738, hier reduziert auf zwei Akte, aufgeführt.
Im Jahr darauf veröffentlichte er „Den Kaufmann von London“ oder „Die Geschichte von George Barnwell“ (1731). Mit diesem Werk schuf er nicht nur sein bedeutendstes, sondern auch eines der beliebtesten und am häufigsten produzierten Stücke des 18. Jahrhunderts. Es wurde im Oktober 1731 in Anwesenheit von George II. und Königin Caroline von einem königlichen Ensemble aufgeführt. Lillo erfand mit diesem Stück das Thema der dramatischen Tragödie neu und zeigte, dass auch tragische Stürze von Bürgern mittlerer und unterer Klassen der Darstellung wert waren. Grundlage des Stückes war eine Ballade aus dem 17. Jahrhundert über einen Mord in Shropshire. Lillo widmete das Stück Sir John Eyles, einem prominenten Mitglied der Kaufmannsklasse in London, in einem Brief, bevor Text und Handlung beginnen. Lillos häusliche Tragödie stellte sich damit als eine Abwendung des Theaters vom Hof in Richtung der Stadt dar. Lillo hatte damit einerseits die bürgerliche Tragödie wiederbelebt, die sich in der Vergangenheit auf der jakobinischen Bühne mit Kaufmanns- und Kunsthandwerksspielen einer gewissen Beliebtheit erfreute (beispielsweise mit Thomas Dekker und Thomas Heywood), andererseits stellte der Kaufmann von London eine bedeutende Veränderung im Theater und insbesondere in der Tragödie dar. Charles Dickens nutzte „die affektierende Tragödie von George Barnwell“ in seinem Roman Große Erwartungen.
Aus Sorge, dass das Publikum moralisch korrekte und den christlichen Werten entsprechende Stücke erwartete, verfasste er im Jahr 1734 das patriotische Stück Britannia und Batavia für die königliche Hochzeit der Prinzessin Anne mit Wilhelm IV. von Oranien-Nassau. Sein nächstes Stück war The Christian Hero (1735), eine Nacherzählung der Geschichte von Skanderbeg. Es folgten die Stücke Lillo Fatal Curiosity (1737) und Marina (1738). Letzterem lag das Stück Pericles von William Shakespeare zugrunde. Sein letztes Werk, Elmerick oder Justice Triumphant, wurde posthum 1740 aufgeführt. Zu seinen Lebzeiten waren die späteren Werke, abgesehen vom Kaufmann von London, nur mäßige Erfolge.